# 尻手駅
尻手駅（しってえき）は、神奈川県川崎市幸区南幸町三丁目にある、東日本旅客鉄道（JR東日本）南武線の駅である。駅番号はJN 02。
南武線の本線のほか、浜川崎駅方面の支線（浜川崎支線、旅客案内では「南武支線」）、および新鶴見信号場への支線（尻手短絡線、貨物列車専用）が当駅から分岐している。当駅は川崎市にあるが、運賃区分上は横浜市内の駅として扱っている。詳細は特定都区市内を参照。

## 歴史
- 1927年（昭和2年）3月9日：南武鉄道線川崎駅 - 登戸駅間の開通時に尻手停留場として開業[1][2]。
- 1929年（昭和4年）頃：駅に昇格し、尻手駅となる[2]。
- 1930年（昭和5年）
  - 3月25日：貨物支線が浜川崎駅まで開業[1][3]。
  - 4月10日：当駅 - 新浜川崎駅間で旅客営業を開始[1][3]。
- 1944年（昭和19年）4月1日：南武鉄道線が国有化、運輸通信省南武線の駅となる[1][2]。
- 1973年（昭和48年）10月1日：新鶴見操車場（現在の新鶴見信号場）までの貨物支線が開業[3]。南武線尻手 - 新鶴見操車場 - 品川・鶴見に営業キロが設定される。
- 1976年（昭和51年）3月1日：武蔵野線梶ヶ谷貨物ターミナル - 新鶴見操車場 - 尻手に営業キロが設定される。
- 1987年（昭和62年）4月1日：国鉄分割民営化により、東日本旅客鉄道の駅となる[1][2]。南武線尻手 - 新鶴見操車場 - 品川と武蔵野線梶ヶ谷貨物ターミナル - 新鶴見操車場 - 尻手の営業キロは廃止される。
- 1994年（平成6年）1月21日：自動改札機を設置[4]。
- 2001年（平成13年）11月18日：ICカード「Suica」供用開始。
- 2021年（令和3年）12月9日：みどりの窓口の営業を終了[5][6]。
- 2024年（令和6年）9月25日：1・2番線ホームでスマートホームドアの使用を開始[7]。

### 駅名の由来
駅開設当時、当駅自体は川崎市大字南河原に位置していたが、駅名は隣接する橘樹郡鶴見町大字市場字尻手（現在の横浜市鶴見区尻手一 - 三丁目）から採った。「尻手」とは、「ある地域の後方にある土地」を意味する。

## 駅構造
単式ホーム1面1線と島式ホーム1面2線の計2面3線の高架駅である。
各ホームから地下道を通った所にある木造平屋建ての駅舎は開放的で、内部には自動券売機・自動改札機・窓口などがある。川崎統括センターの直営駅で、矢向駅・川崎新町駅・小田栄駅と浜川崎駅（南武線）は当駅が管理している。
2011年（平成23年）3月にバリアフリー化工事が完工した。ホームごとにエレベーターが設置されたが、立川方面と浜川崎方面ののりばへは改札左手にある川崎方面ホームへ向かうエレベータを利用して中二階での乗り換える。

### のりば
| 番線 | 路線   | 方向 | 行先                 |
| ---- | ------ | ---- | -------------------- |
| 1    | 南武線 | 上り | 川崎方面             |
| 2    | 南武線 | 下り | 矢向・登戸・立川方面 |
| 3    | 南武線 | 上り | 八丁畷・浜川崎方面   |

- 2016年3月のダイヤ改正以降、支線の朝7時の1本のみ鎌倉車両センター中原支所からの送り込みの関係上、1番線からの発車となっていたが、2022年3月12日のダイヤ改正により消滅した。
- 4・5番線にはホームが設置されていないが、4番線が尻手短絡線の本線、5番線が尻手短絡線の待避線となっており、八丁畷方で浜川崎支線へ接続している（南武線川崎方面とは往来不可）。浜川崎支線・尻手短絡線経由で新鶴見信号場 - 浜川崎・川崎貨物・東京貨物ターミナル・鶴見線方面を結ぶ貨物列車が使用している。なお、南武線経由で浜川崎方面へ抜ける一部の列車は、ホームのある1・2番線の川崎方で分岐し、浜川崎支線へと乗り入れる。

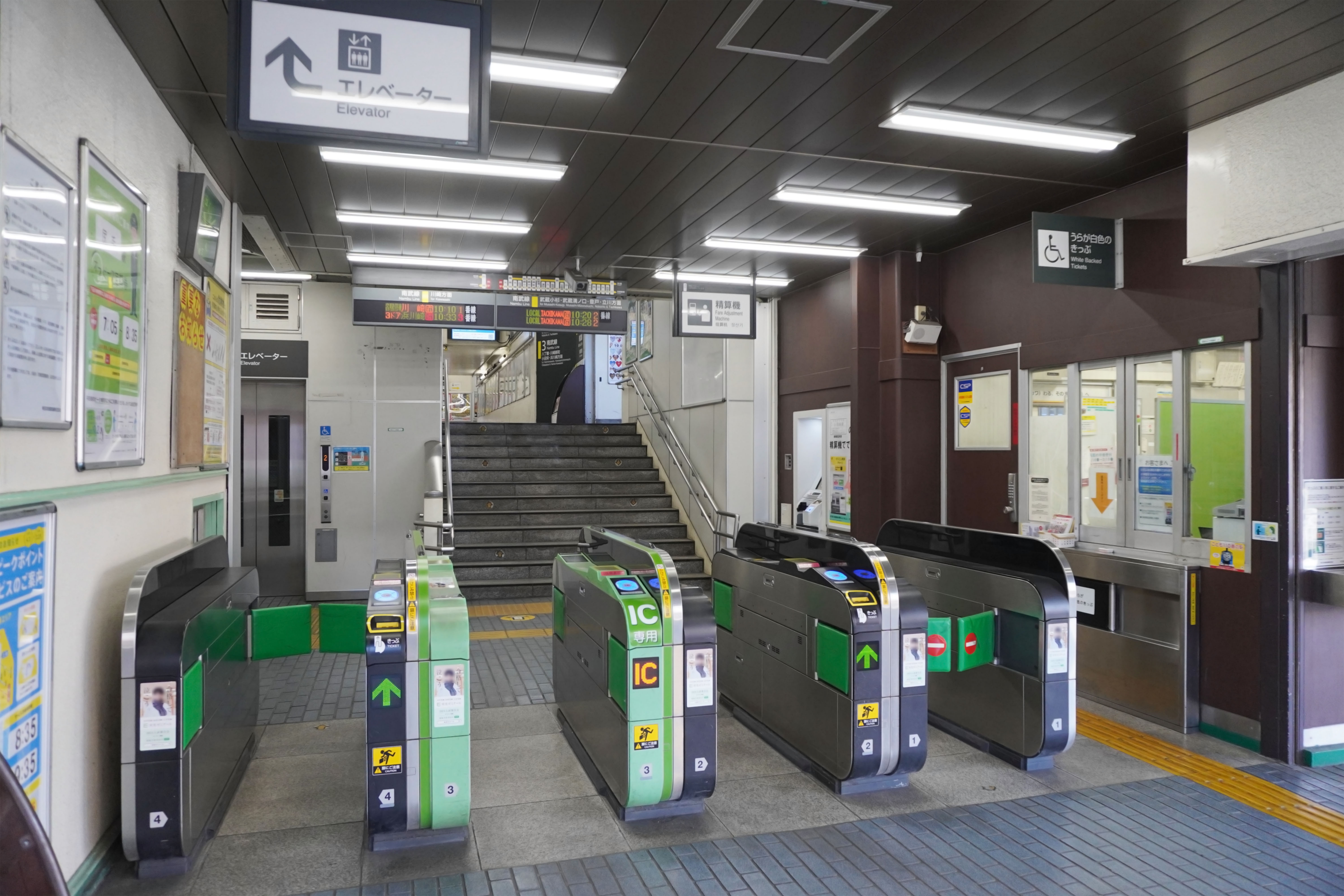
改札口（2024年2月）
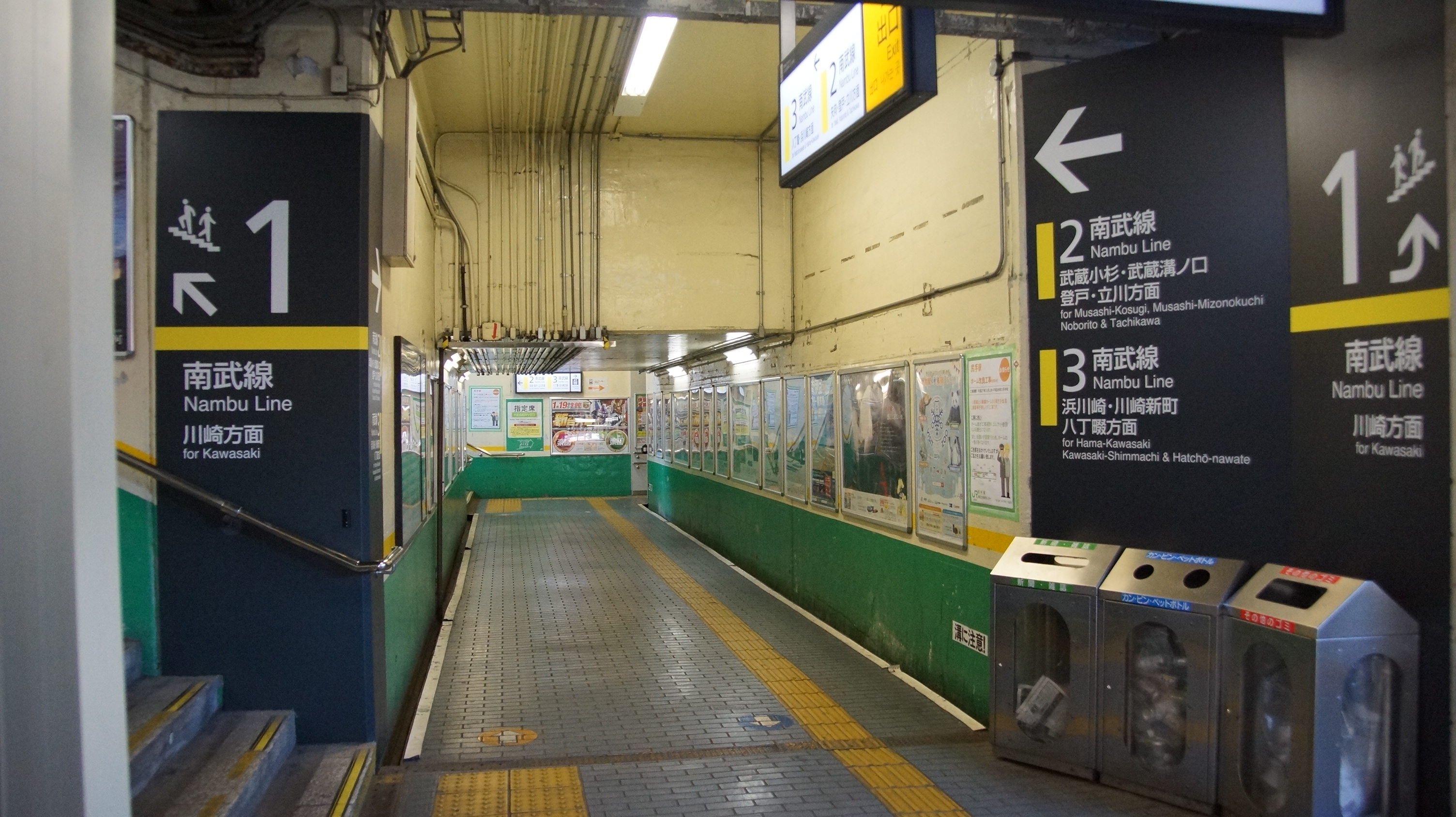
各ホームを結ぶ地下道（2016年1月）
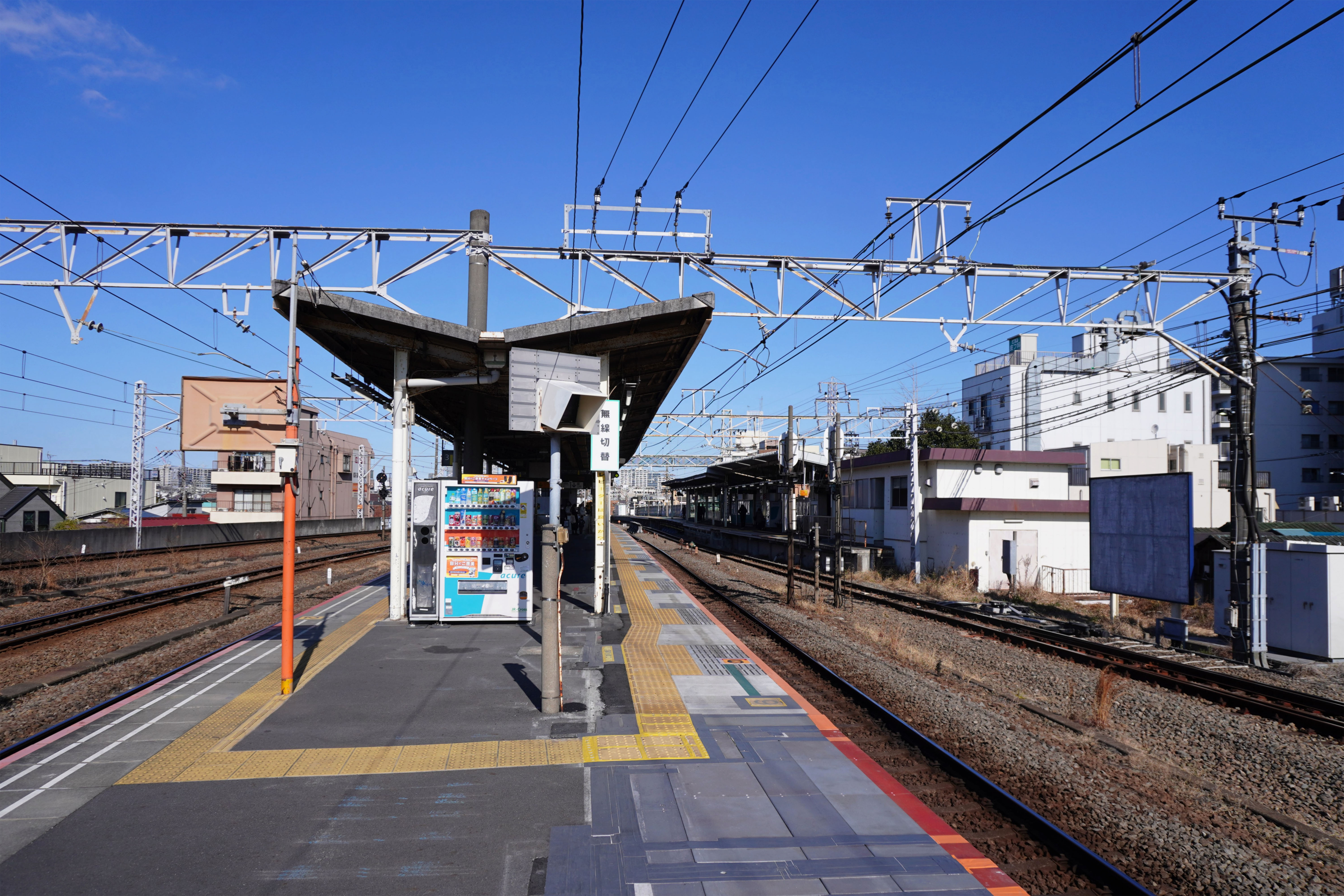
ホーム（2024年2月）
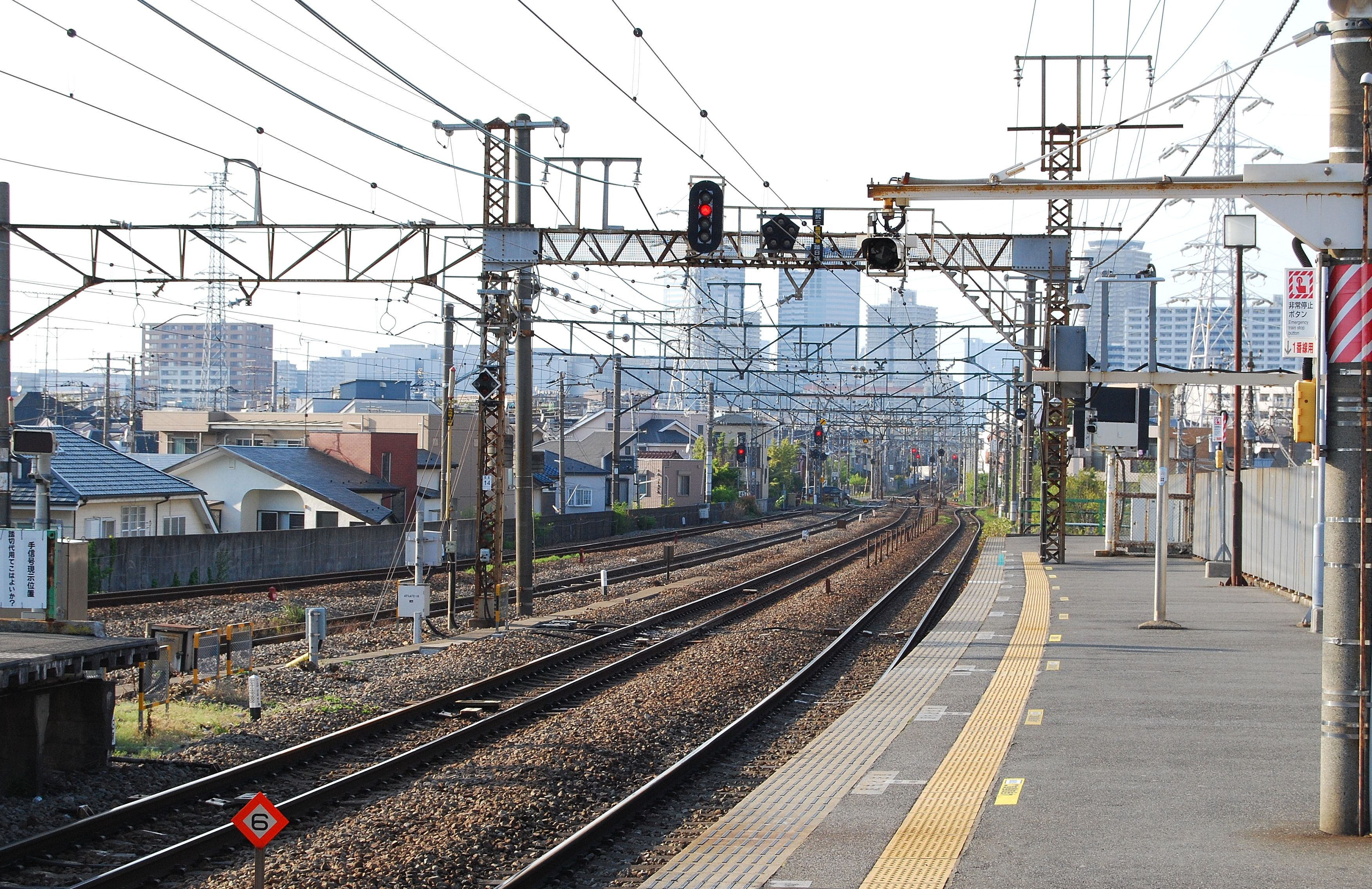
尻手駅構内の立川方面を見る。一番奥が尻手短絡線の待避線、その手前が尻手短絡線の本線となっておりその先で合流して単線となり尻手短絡線として新鶴見信号場に繋がっている。（2010年4月）
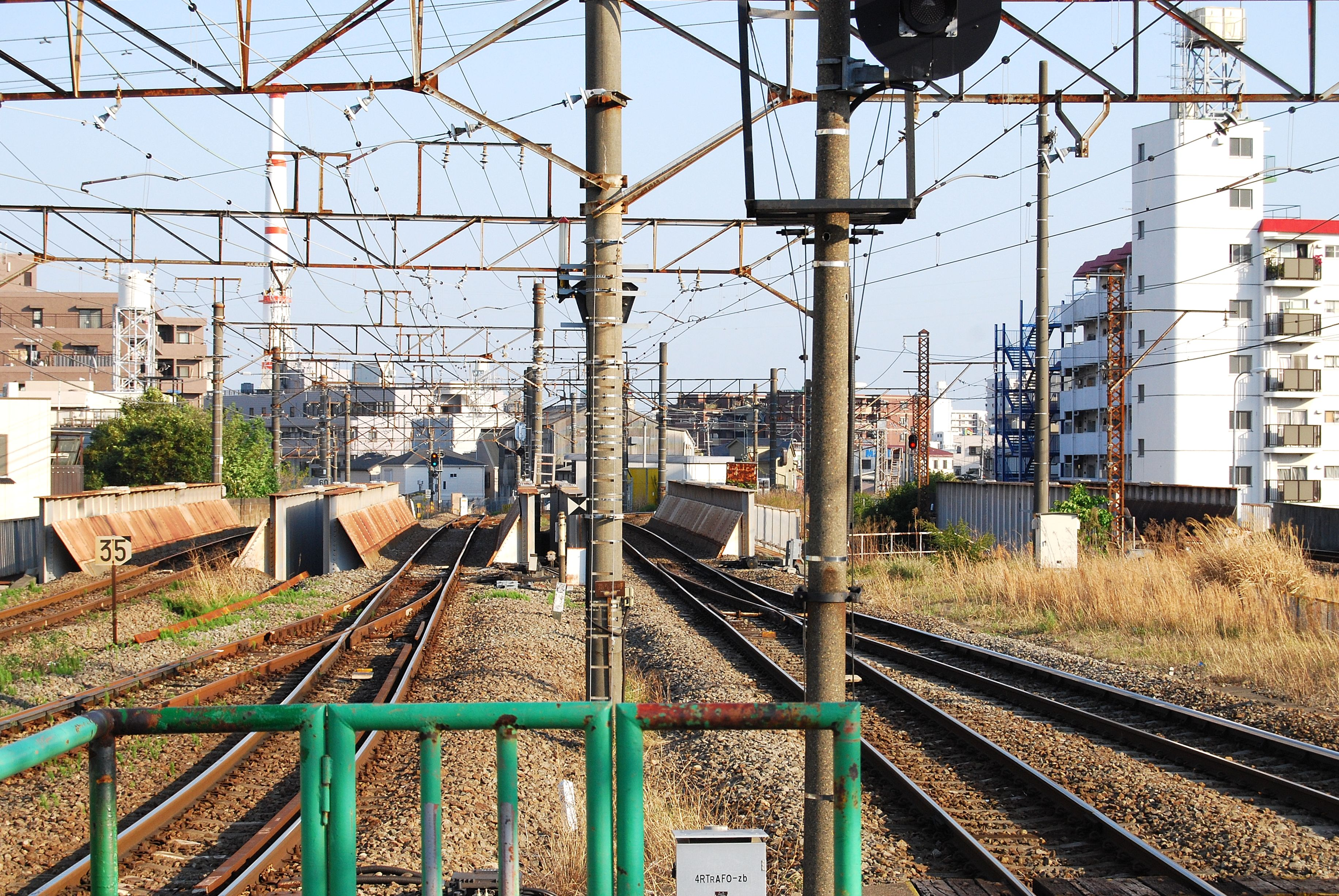
尻手駅構内の川崎・浜川崎方面を見る。左側2線は南武線、右側の一番奥が尻手短絡線の待避線、その手前が尻手短絡線の本線。さらに手前が浜川崎支線発着線（3番線）となっている。（2010年4月）

## 利用状況
2023年度（令和5年度）の1日平均乗車人員は13,819人である。南武線の快速通過駅では矢向駅に次いで2番目に利用客が多い。この値には乗換人員を含まない。
1995年度（平成7年度）以降の推移は以下のとおりである。
| 年度               | 1日平均 乗車人員 | 出典     |
| ------------------ | ---------------- | -------- |
| 1995年（平成07年） | 10,095           | [ * 1 ]  |
| 1996年（平成08年） | 10,083           |          |
| 1997年（平成09年） | 9,855            |          |
| 1998年（平成10年） | 9,759            | [ * 2 ]  |
| 1999年（平成11年） | 9,817            | [ * 3 ]  |
| 2000年（平成12年） | 9,990            | [ * 3 ]  |
| 2001年（平成13年） | 10,339           | [ * 4 ]  |
| 2002年（平成14年） | 10,368           | [ * 5 ]  |
| 2003年（平成15年） | 10,478           | [ * 6 ]  |
| 2004年（平成16年） | 10,733           | [ * 7 ]  |
| 2005年（平成17年） | 11,079           | [ * 8 ]  |
| 2006年（平成18年） | 11,388           | [ * 9 ]  |
| 2007年（平成19年） | 11,544           | [ * 10 ] |
| 2008年（平成20年） | 11,667           | [ * 11 ] |
| 2009年（平成21年） | 11,632           | [ * 12 ] |
| 2010年（平成22年） | 11,691           | [ * 13 ] |
| 2011年（平成23年） | 11,695           | [ * 14 ] |
| 2012年（平成24年） | 12,087           | [ * 15 ] |
| 2013年（平成25年） | 12,873           | [ * 16 ] |
| 2014年（平成26年） | 13,121           | [ * 17 ] |
| 2015年（平成27年） | 13,702           | [ * 18 ] |
| 2016年（平成28年） | 14,242           | [ * 19 ] |
| 2017年（平成29年） | 14,426           |          |
| 2018年（平成30年） | 14,887           |          |
| 2019年（令和元年） | 15,067           |          |
| 2020年（令和02年） | 12,171           |          |
| 2021年（令和03年） | 12,328           |          |
| 2022年（令和04年） | 13,069           |          |
| 2023年（令和05年） | 13,819           |          |

## 駅周辺
駅所在地は川崎市幸区であるが、横浜市鶴見区との境にあり、「尻手」という地名も横浜市鶴見区のものである。駅の下を尻手黒川道路が交差している。
- 川崎市中央卸売市場南部市場
- キヤノン 川崎事業所
- 汐田総合病院
- 日枝神社
- 尻手銀座商店街
- 横浜市立矢向小学校
- サミットストア尻手駅前店
- エイビイ 新鶴見店
- 国道1号
- 神奈川県道140号川崎町田線（尻手黒川道路）
- 尻手駅前郵便局

## バス路線
| 運行事業者       | 系統・行先 | 備考                                                                            |
| 尻手駅前         | 尻手駅前 | 尻手駅前                                                                        |
| ---------------- | --- | ------------------------------------------------------------------------------- |
| 川崎鶴見臨港バス | - 川51・川53・川54・川55・川56・川57：川崎駅西口 - 川51：新綱島駅 - 川53：元住吉 - 川54：元住吉・谷戸 - 川55：横須賀線小杉駅 | - 「川53」の元住吉行きは朝のみ運行 - 「川54」の元住吉・谷戸行きは夜間帯のみ運行 |
| 横浜市営バス     | 18：矢向駅前 |                                                                                 |
| 尻手駅入口       | |                                                                                 |
| 横浜市営バス     | 18：生麦・鶴見駅前 |                                                                                 |

## 隣の駅
東日本旅客鉄道（JR東日本）
 南武線
■快速
通過
■各駅停車
川崎駅 (JN 01) - 尻手駅 (JN 02) - 矢向駅 (JN 03)
 南武線支線（浜川崎支線）
尻手駅 (JN 02) - 八丁畷駅 (JN 51)
南武線貨物支線（尻手短絡線）
尻手駅 - （新鶴見信号場） - 鶴見駅

### 記事本文

### 利用状況
JR東日本の2000年度以降の乗車人員
1. ↑  各駅の乗車人員（2000年度） - JR東日本
2. ↑  各駅の乗車人員（2001年度） - JR東日本
3. ↑  各駅の乗車人員（2002年度） - JR東日本
4. ↑  各駅の乗車人員（2003年度） - JR東日本
5. ↑  各駅の乗車人員（2004年度） - JR東日本
6. ↑  各駅の乗車人員（2005年度） - JR東日本
7. ↑  各駅の乗車人員（2006年度） - JR東日本
8. ↑  各駅の乗車人員（2007年度） - JR東日本
9. ↑  各駅の乗車人員（2008年度） - JR東日本
10. ↑  各駅の乗車人員（2009年度） - JR東日本
11. ↑  各駅の乗車人員（2010年度） - JR東日本
12. ↑  各駅の乗車人員（2011年度） - JR東日本
13. ↑  各駅の乗車人員（2012年度） - JR東日本
14. ↑  各駅の乗車人員（2013年度） - JR東日本
15. ↑  各駅の乗車人員（2014年度） - JR東日本
16. ↑  各駅の乗車人員（2015年度） - JR東日本
17. ↑  各駅の乗車人員（2016年度） - JR東日本
18. ↑  各駅の乗車人員（2017年度） - JR東日本
19. ↑  各駅の乗車人員（2018年度） - JR東日本
20. ↑  各駅の乗車人員（2019年度） - JR東日本
21. ↑  各駅の乗車人員（2020年度） - JR東日本
22. ↑  各駅の乗車人員（2021年度） - JR東日本
23. ↑  各駅の乗車人員（2022年度） - JR東日本
24. ↑  各駅の乗車人員（2023年度） - JR東日本

神奈川県県勢要覧
1. ↑  線区別駅別乗車人員（1日平均）の推移 (PDF)  - 19ページ
2. ↑  神奈川県県勢要覧（平成12年度） - 221ページ
3. 1 2  神奈川県県勢要覧（平成13年度） (PDF)  - 223ページ
4. ↑  神奈川県県勢要覧（平成14年度） (PDF)  - 221ページ
5. ↑  神奈川県県勢要覧（平成15年度） (PDF)  - 221ページ
6. ↑  神奈川県県勢要覧（平成16年度） (PDF)  - 221ページ
7. ↑  神奈川県県勢要覧（平成17年度） (PDF)  - 223ページ
8. ↑  神奈川県県勢要覧（平成18年度） (PDF)  - 223ページ
9. ↑  神奈川県県勢要覧（平成19年度） (PDF)  - 225ページ
10. ↑  神奈川県県勢要覧（平成20年度） (PDF)  - 229ページ
11. ↑  神奈川県県勢要覧（平成21年度） (PDF)  - 239ページ
12. ↑  神奈川県県勢要覧（平成22年度） (PDF)  - 237ページ
13. ↑  神奈川県県勢要覧（平成23年度） (PDF)  - 237ページ
14. ↑  神奈川県県勢要覧（平成24年度） (PDF)  - 233ページ
15. ↑  神奈川県県勢要覧（平成25年度） (PDF)  - 235ページ
16. ↑  神奈川県県勢要覧（平成26年度） (PDF)  - 237ページ
17. ↑  神奈川県県勢要覧（平成27年度） (PDF)  - 237ページ
18. ↑  神奈川県県勢要覧（平成28年度） (PDF)  - 245ページ
19. ↑  神奈川県県勢要覧（平成29年度） (PDF)  - 237ページ